# Thomas Østvold
Thomas Østvold (Oslo, 18 ottobre 1973) è un ex calciatore norvegese, di ruolo difensore.

## Carriera

### Club

#### Lyn Oslo
Østvold debuttò nell'Eliteserien con la maglia del Lyn Oslo. Il 26 aprile 1992, infatti, fu titolare nella sconfitta per 2-0 sul campo del Rosenborg. Nel campionato successivo ebbe maggiore spazio, ma il Lyn Oslo retrocesse nella 1. divisjon. Il 4 maggio 1994 realizzò la prima rete ufficiale della sua carriera, nel successo per 2-3 in casa del Selbak, in un incontro valido per la Coppa di Norvegia 1994. Il 1º ottobre 1995 arrivò invece il primo gol in campionato, nella vittoria per 3-0 sul Mjølner. Contribuì alla promozione del campionato 1996. Il Lyn Oslo retrocesse però dopo una sola stagione e la carriera di Østvold si concluse al termine della 1. divisjon 1999.

### Nazionale
Partecipò al campionato mondiale Under-20 1993 con la Nazionale di categoria.

## Statistiche

### Presenze e reti nei club
| Stagione        | Club            | Campionato      | Campionato | Campionato | Coppe nazionali | Coppe nazionali | Coppe nazionali | Coppe continentali | Coppe continentali | Coppe continentali | Supercoppe | Supercoppe | Supercoppe | Totale | Totale |
| Stagione        | Club            | Comp            | Pres       | Reti       | Comp            | Pres            | Reti            | Comp               | Pres               | Reti               | Comp       | Pres       | Reti       | Pres   | Reti   |
| --------------- | --------------- | --------------- | ---------- | ---------- | --------------- | --------------- | --------------- | ------------------ | ------------------ | ------------------ | ---------- | ---------- | ---------- | ------ | ------ |
| 1992            | Lyn Oslo        | ES              | 3          | 0          | CN              | 1               | 0               | -                  | -                  | -                  | -          | -          | -          | 4      | 0      |
| 1993            | Lyn Oslo        | ES              | 13         | 0          | CN              | 1               | 0               | -                  | -                  | -                  | -          | -          | -          | 14     | 0      |
| 1994            | Lyn Oslo        | 1D              | 13         | 0          | CN              | 5               | 1               | -                  | -                  | -                  | -          | -          | -          | 18     | 1      |
| 1995            | Lyn Oslo        | 1D              | 22         | 1          | CN              | 5               | 0               | -                  | -                  | -                  | -          | -          | -          | 27     | 1      |
| 1996            | Lyn Oslo        | 1D              | 21         | 2          | CN              | 2               | 0               | -                  | -                  | -                  | -          | -          | -          | 23     | 2      |
| 1997            | Lyn Oslo        | ES              | 2          | 0          | CN              | 0               | 0               | -                  | -                  | -                  | -          | -          | -          | 2      | 0      |
| 1998            | Lyn Oslo        | 1D              | 19         | 2          | CN              | 1               | 0               | -                  | -                  | -                  | -          | -          | -          | 20     | 2      |
| 1999            | Lyn Oslo        | 1D              | 18         | 1          | CN              | 4               | 1               | -                  | -                  | -                  | -          | -          | -          | 22     | 2      |
| Totale Lyn Oslo | Totale Lyn Oslo | Totale Lyn Oslo | 111        | 5          |                 | 19              | 3               |                    | -                  | -                  |            | -          | -          | 130    | 8      |
| Totale          | Totale          | Totale          | 111        | 5          |                 | 19              | 3               |                    | -                  | -                  |            | -          | -          | 130    | 8      |